# Francisco de Ceballos
Francisco de Paula de Ceballos y Vargas, I marqués de Torrelavega (Torrelavega, Cantabria, 9 de octubre de 1814 – Madrid, 9 de marzo de 1883), fue un militar español con el rango de teniente general que desempeñó las funciones de capitán general de las Provincias Vascongadas y de Cuba, además de senador vitalicio del Reino por la provincia de Santander.
A lo largo de su carrera militar participó en la I Guerra Carlista, siendo fiel a Isabel II; en la Guerra de Marruecos, junto a Leopoldo O'Donnell; y en contra de la sublevación del Cuartel de San Gil y de la revolución de 1868, que dio inicio al Sexenio Democrático. Sirvió tanto a la monarquía, a Isabel II y a Alfonso XII, como a la I República española.
Fue Ministro de Guerra durante el gobierno de Antonio Cánovas del Castillo, bajo el reinado de Alfonso XII. Además, formó parte del Partido Conservador.

## Biografía

### Primeros años
Francisco de Ceballos y Vargas nació el 9 de octubre de 1814 en el municipio cántabro de Torrelavega. Fue hijo de Juan Pablo de Ceballos Prieto, abogado de los Reales Consejos, y de su esposa Basilisa Vicenta María Díaz de Vargas Gutiérrez.
Proveniente de una familia con tradición en leyes, desde muy joven mostró interés por iniciar una carrera militar. A los 19 años, el 11 de julio de 1833, ingresó en el cuerpo de Guardia de Corps de Fernando VII; aunque al poco tiempo, el 29 de septiembre de 1833, falleció el monarca y el 6 de octubre, el general Santos Ladrón de Cegama proclamó a Carlos María Isidro de Borbón como rey de España en la localidad riojana de Tricio, fecha en la que comenzó la Primera Guerra Carlista.

### Actuación en la Guerra Carlista

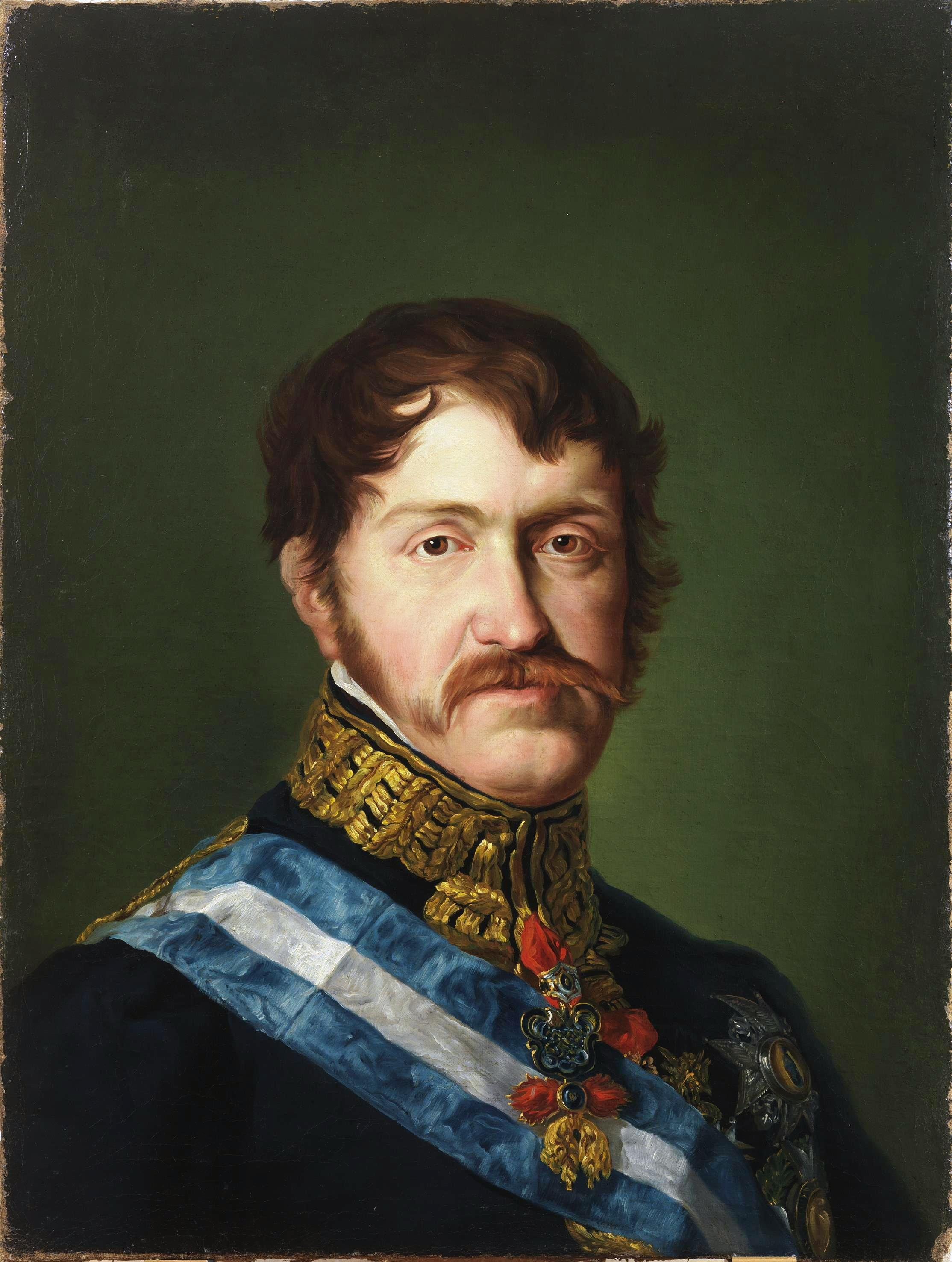
El infante Carlos María Isidro se proclamó rey, lo que dio inicio a la Primera Guerra Carlista.

A la muerte de Fernando VII, Ceballos apoyó la causa de Isabel II y de la regente María Cristina de Borbón frente al hermano del difunto rey Fernando, Carlos María Isidro. El País Vasco fue uno de los principales escenarios de la Primera Guerra Carlista. Bilbao, núcleo liberal y económico, era un objetivo principal para los carlistas. El General Tomás de Zumalacárregui intentó tomar la villa en 1835, aunque fracasó y resultó herido en las inmediaciones de Begoña, para días después morir en su Cegama natal. Al año siguiente, resistió un segundo asedio en el que Baldomero Espartero derrotó a los carlistas en la Batalla de Luchana. Ceballos participó en el frente norte, desempeñando un papel destacado; en 1836, tomó parte de su primera acción militar en el Ejército de Operaciones del Norte a las órdenes del entonces Coronel, Ramón Castañeda, continuando después a la acción de Castrejana, donde fue herido, y la de Archanda.
En 1838 estuvo presente en las acciones de Gandesa, Daroca y Morella; en 1843 en el sitio de Zaragoza, tras el asedio, participó en las contiendas de los altos de Durango, el sitio de Morella, Cuitorres y Torre Miró. Al concluir la contienda, Ceballos había sido ascendido a teniente coronel y había recibido la Cruz de 1.ª Clase de la Real y Militar Orden de San Fernando el 17 de agosto de 1838, por el asalto de Torre Miró, siendo Capitán del Regimiento Provincial Laredo nº 19.

### Vicegobernador de Cienfuegos y de Santa Clara
El [21 de marzo de 1845 embarcó en el puerto de Santander con rumbo a la isla de Cuba donde, a petición propia, se incorporó a las fuerzas militares ahí destinadas. En Cuba ocupó diferentes puestos, tanto militares como políticos, desempeñando los cargos de vicegobernador de Cienfuegos y vicegobernador de Santa Clara. Durante su estancia en la isla caribeña, reorganizó la administración pública y dedicó gran atención a la beneficencia pública: a su iniciativa se debió el Hospital de la Caridad de Cienfuegos.
En Cuba cumplió una notable cantidad de acciones favorables a los intereses de la corona de entre los que se destacó su victoria frente a la intentona secesionista del General Narciso López, también salvó del siniestro al barco británico Winlon, lo que le supuso la Gran Medalla de Oro de Gran Bretaña.

### Carrera militar y política en España y Capitán General de Cuba

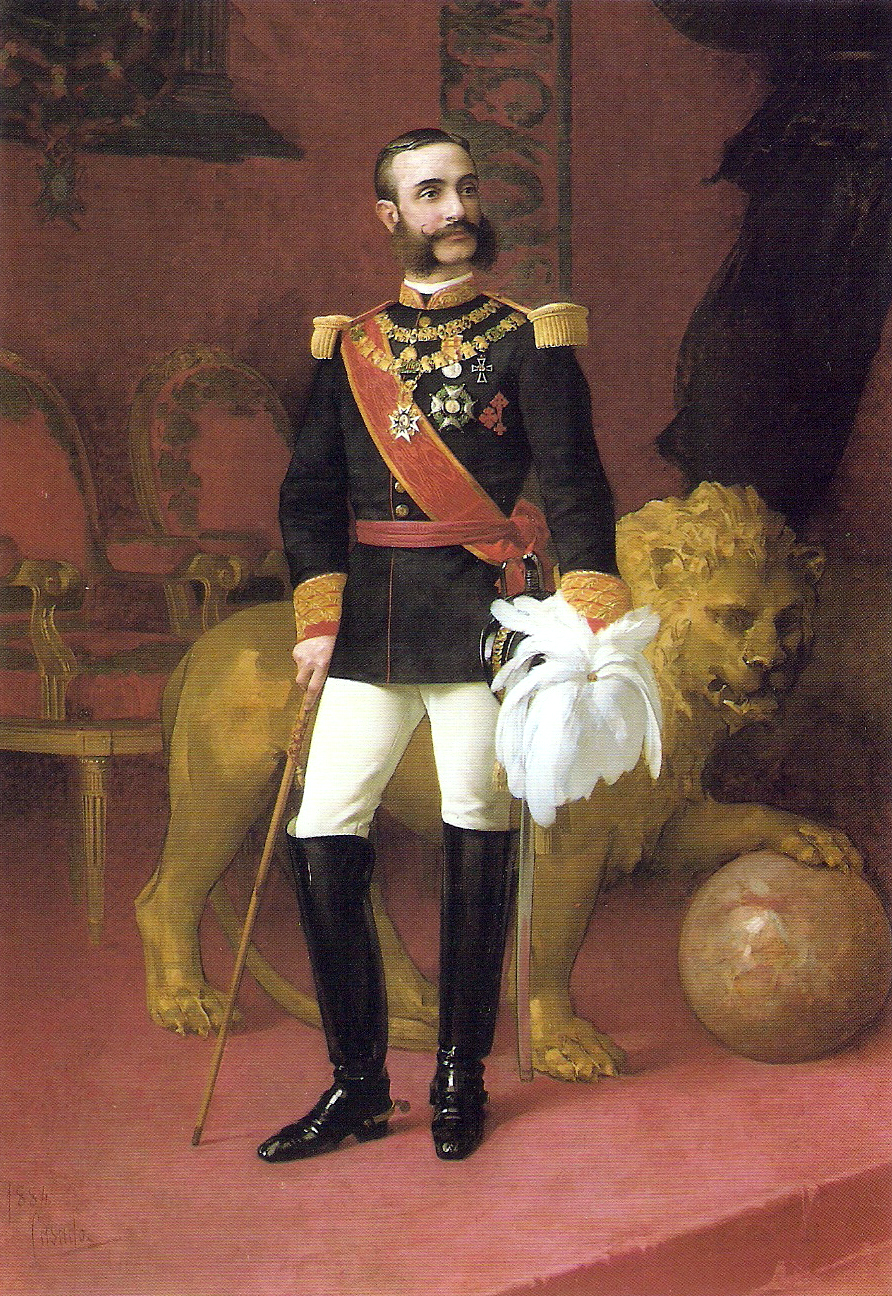
S.M. Alfonso XII le concedió el título de Marqués de Torrelavega.

A su regreso a España (1859), con el rango de Coronel, fue nombrado Ayudante de Campo del Capitán General del Ejército de África, Leopoldo O'Donnell, tomando parte en la Guerra de Marruecos y participando en las acciones de los Castillejos, los Llanos de Tetuán, el Valle del Samsa y en la batalla de Wad-Ras; Ceballos acabó la contienda con el rango de Brigadier.
El 22 de julio de 1866 intervino en la sublevación del Cuartel de San Gil, un motín contra la reina Isabel II que se produjo en Madrid bajo los auspicios del partidos progresista y del partido democrático con la intención de derribar la monarquía. Ceballos contribuyó desde los primeros momentos en sofocar la rebelión, perdiendo durante la acción a su caballo y recibiendo varios balazos. Al finalizar la sublevación, la Reina lo promovió al grado de Mariscal de Campo. Durante la revolución de 1868, sofocó el levantamiento republicano en Andalucía, que le supuso la Gran Cruz Roja de la Orden del Mérito Militar.
El 11 de febrero de 1873 se instauró la Primera República Española y el Presidente del Gobierno, Nicolás Salmerón, lo nombró Coronel General Primer Jefe del 1.º Batallón Distinguido de Jefes y Oficiales que creó el gobierno republicano para la reorganización del ejército. En 1872 fue destinado de nuevo a la isla de Cuba; siendo nombrado Capitán General de Cuba el 11 de julio de 1872, cargo que ocupó hasta el 18 de abril de 1873. Allí dará orden de que se pongan en libertad a los estudiantes de medicina de la Universidad de La Habana encarcelados en 1871 tras ser acusados de profanar la tumba de un español llamado Gonzalo Castañón.
De vuelta en España, fue destinado al sitio del Cantón de Cartagena, que mantuvo su independencia de la República unitaria española durante seis meses entre 1873 y 1874, durante la llamada Revolución cantonal. El 8 de septiembre de 1873 fue designado teniente general por méritos de guerra, habiendo prestado servicios al ejército durante 49 años, 7 meses y 29 días. El 21 de diciembre de 1875 sustituyó a Joaquín Jovellar como Ministro de Guerra, cargo que desempeñó hasta el 7 de marzo de 1879. Uno de sus actos más importantes por aquellas épocas fue su firma como Ministro de Guerra en la Constitución de 1876.
En marzo de 1876 acompañó a Alfonso XII a visitar los hospitales que se habían establecido en Santander para atender a los heridos en la guerra civil y el [15 de marzo se desplazaron a Torrelavega para que el Rey conociera la villa y por cuya provincia (Santander) era Senador vitalicio del Senado de España. Medio año después, el 24 de octubre de 1876, se le concedió el título de marqués de Torrelavega. Entre otros servicios, Ceballos desempeñó la función de Jefe del Cuarto Militar del Rey. Sintió especial predilección por el pueblo de Cohicillos de donde eran oriundos sus padres y el templo románico de Santa María de Yermo que, estando prácticamente destruido, lo restauró a sus expensas.
Tras su fallecimiento el 9 de marzo de 1883 a la edad de 68 años, en Madrid, le sucedió como marqués su hijo fruto de su segundo matrimonio, Pablo de Ceballos y Avilés, casado con Joaquina López-Doriga y López-Dóriga; que llegó al grado de Alférez de caballería.

## Condecoraciones y reconocimientos

En 1858 la reina Victoria I del Reino Unido le concedió la Gran Medalla de Oro de Gran Bretaña por salvar del siniestro al barco británico Winlon.

### Condecoraciones y reconocimientos españoles
- 1838 - Cruz de 1.ª Clase de la Real y Militar Orden de San Fernando por su actuación en el asalto de Torre Miró.
- 1840 - Cruz de la Real Orden de Isabel la Católica por la acción de Muniesa.
- 1844 - Cruz de 1.ª Clase de la Real y Militar Orden de San Fernando por el sitio y toma de la Plaza de Zaragoza.
- 1854 - Cruz de la Real y Militar Orden de San Hermenegildo.
- 1855 - Se le concede el Honor de Benemérito a la Patria
- 1864 - Comendador de la Real y Distinguida Orden Española de Carlos III.
- 1864 - Gentilhombre de Cámara de Alfonso XII.
- 1865 - Gran Cruz de la Real Orden de Isabel la Católica.
- 1866 - Gran Cruz de la Real y Militar Orden de San Hermenegildo.
- 1869 - Gran Cruz con distintivo rojo de la Orden del Mérito Militar.

### Condecoraciones extranjeras
- 1858 - Medalla de Oro de manos de la Reina Victoria I del Reino Unido.
- Caballero de Gran Cruz de la Orden de los Santos Mauricio y Lázaro, de Italia.
- Gran Cruz de Nirhan Yfhijar, de Túnez.

| Predecesor: Blas Villate     | Capitán General de Cuba 11 de julio de 1872 - 18 de abril de 1873 | Sucesor: Antonio Pérez de la Riva      |
| Predecesor: Joaquín Jovellar | Ministro de Guerra 21 de diciembre de 1875 - 7 de marzo de 1879   | Sucesor: Arsenio Martínez-Campos Antón |